# Sinophorus validus
Sinophorus validus är en stekelart som först beskrevs av Cresson 1864.  Sinophorus validus ingår i släktet Sinophorus och familjen brokparasitsteklar. Inga underarter finns listade i Catalogue of Life.